# Глаголски придев радни
Глаголски придев радни или активни партицип је прост и безличан глаголски облик. Означава извршену радњу и да су субјекти били активни, односно, описује активно учешће субјекта у радњи. Служи за грађење сложених глаголских облика:
- футура II (будем слушао)
- перфекта (сам слушао)
- плусквамперфекта (био сам слушао; бејах слушао)
- потенцијала (бих слушао)

## Грађење
Глаголски придев радни гради се од инфинитивне основе и наставака:
- -о (мушки род једнине)
- -ла (женски род једнине)
- -ло (средњи род једнине)
- -ли (мушки род множине)
- -ле (женски род множине)
- -ла (средњи род множине)

#### Стандардни глаголи са наставком -ти
Пример: слушати (инфинитивна основа: слуша)
- слушао
- слушала
- слушало
- слушали
- слушале
- слушала

#### Изузетак када се налази сугласник испред инфинитивног наставка
Пример: сести, јести, плести, расти, пасти
Инфинитивна основа се гради од аористне основе, првог лица једнине, одбијањем -ох, -х
Глаголи чија се инфинитивна основа завршава на -д или -т, избацују те сугласнике у радном глаголском придеву.
- сести/се(д)-ох/сео
- красти/кра(д)-ох/крао
- цвасти/цва(т)-ох/цвао
- јести/је(д)-ох/јео
- мести/ме(т)-ох/мео
- прести/пре(д)-ох/прео
- плести/пле(т)-ох/плео
- пасти/па(д)-ох/пао
- срести/сре(т)-ох/срео

Осим када се основа у мушком роду завршава сугласником, када се испред -о умеће непостојано -а-.
- расти/раст-ох/раст-а-о

1. растао
2. расла
3. расло
1. расли
2. расле
3. расла

#### Изузетак за глаголе са инфинитивним наставком -ћи
Пример: тећи, пећи, рећи, сећи, лећи, моћи
Инфинитивна основа се гради од аористне основе, првог лица једнине, одбијањем -ох, -х, и додавањем наставака, осим у ситуацијама када се основа завршава сугласником и у мушком роду се умеће непостојано -а-.
- тећи/тек-ох/текао текла/текло/текли/текле/текла.
- пећи/пек-ох/пекао
- рећи/рек-ох/рекао
- сећи/сек-ох/секао
- лећи/лег-ох/легао
- моћи/мог-ох/могао
- стићи/стиг-ох/стигао

#### Глагол ићи и из њега изведени глаголи
Пример: ићи, доћи, прићи, проћи, отићи, ући.
Инфинитивна основа би се у овом случају завршавала или на -д или на -ђ. Међутим основа је суплетивна и из историјских разлога се завршава на -ш.
- ићи/ишао
- доћи/дошао
- прићи/пришао
- проћи/прошао
- отићи/отишао
- ући/ушао